# John Mosca
John Mosca (* 22. Juni 1950 in New York City) ist ein US-amerikanischer Jazzposaunist (auch Baritonhorn, Euphonium, Althorn), Bigband-Leader und Musikpädagoge.

## Leben und Wirken
Mosca begann zunächst als Flötist, bevor er auf die Posaune wechselte. Er lernte Posaune bei Charlie Small, um seine Studien dann bei Per Brevig auf der Juilliard School fortzusetzen. Er spielte in verschiedenen Bigbands, wie bei Al Porcino, Buddy Rich, Frank Foster (mit dem 1975 in Tokyo für Denon erste Aufnahmen entstanden), Don Sebesky und dem Thad Jones/Mel Lewis Orchestra (von 1975 bis 1990). Aus dem Ensemble von Jones und Lewis entstand dann das Vanguard Jazz Orchestra, dessen Co-Leader er seit 1990 war. Außerdem trat er mit der Carnegie Hall Jazz Band, im Jazzsclub Smalls mit der Formation Across 7th Street und dem Chris Byars Oktett auf. Im Bereich des Jazz war er zwischen 1975 und 2010 an 98 Aufnahmesessions beteiligt, u. a. auch mit Pepper Adams, Roni Ben-Hur, Teddy Charles, Gary Dial/Dick Oatts, Danny D’Imperio, Nancy Harrow, Jimmy Heath, John Pizzarelli, Gary Smulyan, Mel Tormé, Walt Weiskopf und Monica Zetterlund. Gegenwärtig (2022) gehört er dem Chris Byars Sextett an. Mosca unterrichtete an der Manhattan School of Music, am New England Conservatory und an der University of Connecticut.

## Diskographische Hinweise
- Mel Lewis, Dick Oatts, John Mosca, Jim McNeely, Marc Johnson: Mellifuous (Landmark Records 1995)
- The Vanguard Jazz Orchestra: Lickety Split, The Music of Jim McNeely (New World Records, 1997, mit u. a. Luis Bonilla, Earl McIntyre, Rich Perry, Ralph LaLama, Dennis Irwin, John Riley)
- The Vanguard Jazz Orchestra: Thad Jones Legacy (New World, 1999)
- The Vanguard Jazz Orchestra: Can I Persuade You (Planet Arts, 2001)
- The Vanguard Jazz Orchestra: The Way - Music of Slide Hampton (Planet Arts, 2003)
- The Vanguard Jazz Orchestra: Up from the Skies - Music of Jim McNeely (Planet Arts, 2005)
- The Vanguard Jazz Orchestra: Monday Night Live at The Village Vanguard (Planet Arts, 2008)
- The Vanguard Jazz Orchestra: Forever Lasting - Live in Tokyo (Planet Arts, 2010)
- Chris Byars Quartet: Bop-ography (SteepleChase Records 2010, mit Ari Roland, Stefan Schatz sowie Teddy Charles, James Byars)
- Chris Byars: Rhythm and Blues of the 20s (SteepleChase, 2022, mit Zaid Nasser, Stefano Doglioni, Ari Roland, Phil Stewart)

## Lexikalische Einträge
- Leonard Feather, Ira Gitler: The Biographical Encyclopedia of Jazz. Oxford University Press, New York 1999, ISBN 0-19-532000-X.